# Synergy (companie)
Synergy este un grup de companii cu activități în construcții din Turcia.

## Synergy în România
Grupul este prezent și în România, având în componență companiile Synergy Construct - principala companie din grup, MET Engineering, specializată în construcția de proiecte mici și MEP Construct, care se ocupă de lucrări de instalații.
Synergy Construct a fost înființată în anul 2001 și este specializată în lucrări de construcții industriale, comerciale și civile.
Cifra de afaceri a Synergy Construct a fost de 2 milioane de euro în 2002, 23 milioane de euro în 2005 și 67,7 milioane de euro în 2008.
Cifra de afaceri:
- 2009: 96 milioane euro[1]
- 2008: 120 milioane euro[1]